# 中日病院
中日病院（ちゅうにちびょういん）は、愛知県名古屋市中区にある病院である。中日新聞社健康保険組合が運営を行っており、愛知県の救急指定病院に認定されている。

## 沿革
- 1956年（昭和31年）3月15日 - 中日新聞社健康保険組合によって開設。
- 2006年（平成18年）11月 - 現在の住所に新築移転。
- 2021年（令和3年）6月1日 - 院内薬局としてファーマライズ薬局中日病院店が1階に開業[1]。施設内に薬局を持つ病院は日本国内でも多くないという[1]。2024年5月をもって閉店。

## 診療科目
- 内科
- 循環器内科
- 消化器内科
- 呼吸器内科
- 腎内科
- 外科
- 整形外科
- 皮膚科
- 泌尿器科
- 婦人科
- 眼科
- 耳鼻咽喉科
- 歯科口腔外科

## 交通アクセス
病院前に45台分の有料駐車場があるが、公式では公共交通機関での来院を呼びかけている。
- 名古屋市営地下鉄鶴舞線及び桜通線「丸の内駅」より徒歩で約6分[2]。
- 名古屋市営バス：栄13系統「外堀通」停留所より徒歩で約1分[2]。
- 名古屋市営バス：幹名駅1系統・名駅14系統「外堀通」停留所より徒歩で約4分[2]。
- 名古屋市営バス：基幹2系統「大津通」停留所より徒歩で約5分[2]。